# Niphona sublutea
Niphona sublutea är en skalbaggsart som beskrevs av Stefan von Breuning 1965. Niphona sublutea ingår i släktet Niphona och familjen långhorningar.
Artens utbredningsområde är Laos. Inga underarter finns listade i Catalogue of Life.